# Meliosma rhoifolia
Meliosma rhoifolia är en tvåhjärtbladig växtart som beskrevs av Carl Maximowicz. Meliosma rhoifolia ingår i släktet Meliosma och familjen Sabiaceae. Inga underarter finns listade.